# Constanze Mozart
Constanze Mozart, născută Constanze Weber, (n. 5 ianuarie 1762, Zell im Wiesental, Baden-Württemberg, Germania – d. 6 martie 1842, Salzburg, Imperiul Austriac) a fost verișoara compozitorului Carl Maria von Weber și soția lui Wolfgang Amadeus Mozart.

## Biografie

### Împreună cu W. A. Mozart
Mozart și Constanze Weber s-au întâlnit în anul 1777 la Mannheim. Mozart și-a manifestat la început interesul pentru sora acesteia, Aloysia. Când Mozart a reîntâlnit familia Weber în Viena în 1781, Aloysia era deja căsătorită. Mozart a trăit o perioadă alături de familia Weber, însă s-a îndepărtat de aceasta din cauza zvonurilor despre o posibilă relație a celor doi.
Mozart și Weber s-au căsătorit la 4 august 1782. Au avut șase copii în aproape 9 ani:
- Raimund Leopold Mozart (1783)
- Karl Thomas Mozart (1784)
- Johann Leopold Mozart (1786)
- Theresia Mozart (1787)
- Anna Mozart (1789) și
- Franz Xaver Wolfgang Mozart (1791)

Numai doi dintre aceștia, Karl Thomas și Franz Xaver Wolfgang, au supraviețuit copilăriei. Se spune că drept rezultat al nașterilor sale frecvente, Constanze se simțea adesea slăbită și se refugia în patul său.

### După decesul lui W.A. Mozart
După moartea lui Wolfgang Amadeus Mozart în 1791, Constanze a întâlnit dificultăți în creșterea celor doi copii rămași în viață.  În cele din urmă, a vândut autografele rămase de pe munca lui Mozart (inclusiv incompletul Recviem) în 1800 editorului Johann Anton André.
În 1809, Constanze s-a căsătorit cu Georg Nikolaus von Nissen, un diplomat și scriitor danez. Între 1810 - 1820 au trăit în Copenhaga, călătorind de-a lungul anilor prin Europa, în special în Germania și Italia. S-au stabilit în Salzburg în anul 1824.  Ambii au lucrat la o biografie a lui Mozart, pe care Constanze o publică în cele din urmă în 1828, la doi ani după moartea celui de-al doilea soț.